# Fronte Meridionale
Il Fronte Meridionale (in arabo  الجبهة الجنوبية‎?) è un'alleanza ribelle siriana composta da 54 fazioni di opposizione siriana affiliate all'Esercito Siriano Libero, fondata il 13 febbraio 2014 nella Siria meridionale.
Nel giugno 2015, il Fronte Meridionale controllava circa il 70% del Governatorato di Dar'a, secondo l’International Institute for Strategic Studies, ma nel 2018 il Fronte era ormai scomparso, con la maggior parte dei suoi combattenti che si erano reintegrati nell’esercito siriano governativo di Assad o erano fuggiti in altre terre controllate dai ribelli nel nord del Paese.
Sono state fatte affermazioni dal Fronte Meridionale stesso e dai media in Gran Bretagna, Germania ed Emirati Arabi Uniti, sostenendo che il Fronte Meridionale è finanziato dagli Stati Uniti e dai suoi alleati, forse attraverso un Centro operativo militare (MOC) guidato dagli Stati Uniti con sede ad Amman, in Giordania. Dalla sua formazione, sono state aggiunte sale operative sul campo all'interno della Siria per migliorare il coordinamento tra le unità. La coalizione è stata "descritta dai funzionari occidentali come la meglio organizzata dell'opposizione tradizionale". I gruppi costituenti spaziavano da gruppi laicisti a gruppi religiosi moderati, e il Fronte Meridionale è stato descritto come un "gruppo ribelle islamista non estremista" e che rifiuta l'estremismo.
Il 18 giugno 2018, il Fronte Meridionale è stato colpito dall "Operazione Basalto", un'offensiva filo-governativa siriana nella provincia di Daraa e Quneitra. Entro il 23 luglio le forze del Fronte Meridionale sono state completamente sconfitte dall'esercito di Assad e hanno perso tutto il territorio che era sotto il loro controllo. I combattenti che si sono arresi hanno accettato accordi di riconciliazione con il governo siriano oppure sono stati trasferiti a Idlib (che nel frattempo era ancora controllata dai ribelli). Tuttavia, a fine 2024, un certo numero di gruppi di combattenti riconciliati abbandonarono l’accordo di riconciliazione e ricominciarono ad attaccare le postazioni governative. Sullo sfondo dell'offensiva nella Siria nordoccidentale, il 6 dicembre 2024 il Fronte Meridionale riconquistò la città di Dar'a.